# Joan Blackman
Joan Blackman (født 18. maj 1938 i San Francisco, Californien) er en amerikansk skuespiller.
Blackman fik sin skuespillerdebut i en mindre gæsteoptræden i den amerikanske TV-serie Hawkeye and the Last of the Mohicans fra 1957. Sin første optræden i en spillefilm var i 1959 i filmen Good Day for a Hanging. Hun havde en fremtrædende rolle i to af Elvis Presleys film: I 1961 spillede hun rollen som Maile Duval i Blue Hawaii og i 1962 havde hun rollen som Rose Grogan i Kid Galahad.